# Toy
«Toy» (с англ. — «Игрушка») — песня израильской певицы Нетты Барзилай, победившая на конкурсе «Евровидение-2018» в Лиссабоне.
Песню сочинили Дорон Медали и Став Бегер, последний также выступил продюсером.
Официальная презентация песни и видеоклипа, снятого по песне режиссёром Керен Хохмой, состоялась 11 марта 2018 года. Песня была известна за день до официального релиза.
Хотя по итогам голосования профессионального жюри песня занимала 3-е место, зрители отдали максимальное количество баллов Израилю, что позволило опередить других участников, включая Австрию, лидировавшую после голосования жюри.
В результате песня набрала 529 очков и победила на конкурсе «Евровидение» 2018 года. Победа Израиля стала четвёртой победой страны на конкурсах «Евровидения», после побед в 1978, 1979 и 1998 годах.

## Текст песни
Текст песни почти полностью написан на английском языке, за исключением фразы на иврите אני לא בובה‎ (Ани ло буба, «Я не кукла») и слова סטפה (стефа), означающего на ивритском сленге «кучу банкнот».

### Комментарии
1. ↑  В 2019 году Джек Уйат официально был добавлен в качестве соавтора после того, как Universal Music Group и израильские композиторы достигли соглашения по поводу претензий на авторские права[1].